# Selimova mošeja, Nikozija
Selimova mošeja (grško: Τέμενος Σελιμιγιέ Témenos Selimigié; turško Selimiye Camii), v preteklosti znana kot stolnica svete Sofije ali mošeja Ayasofya (turško Ayasofya Camii), je nekdanja krščanska stolnica, preurejena v mošejo, ki stoji v Severni Nikoziji. V preteklosti je bila glavna mošeja v mestu. Selimova mošeja je nameščena v največji in najstarejši ohranjeni gotski cerkvi na Cipru (notranje mere 66 X 21 m), ki je bila verjetno zgrajena na mestu zgodnejše bizantinske cerkve.
Skupaj ima mošeja sprejme 2500 molilcev na 1750 m², ki so na voljo za bogoslužje. Gre za največjo ohranjeno zgodovinsko stavbo v Nikoziji in po navedbah virov »je bila morda največja cerkev, zgrajena v vzhodnem Sredozemlju v tisočletju med vzponom islama in poznim osmanskim obdobjem«. Bila je kronska cerkev ciprskih kraljev Lusignanov.

## Zgodovina

### Zgodnja bizantinska cerkev
Ime stolnice izhaja iz Hagia Sofia, kar v grščini pomeni 'Sveta modrost'. Po mnenju Kevorka K. Keshishiana je posvečenje stolnice Sveti modrosti ostanek od bizantinske stolnice, ki je zasedala isto mesto. Vendar takšna stolnica ni prisotna v bizantinskih virih in ni povezana z nobenimi izkopanimi ruševinami. Kljub temu obstajajo dokazi o obstoju take stolnice; rokopis iz 11. stoletja omenja obstoj škofovske cerkve, posvečene Sveti modrosti v mestu.

### Gradnja in obdobje Frankov
Ni gotovo, kdaj se je začela gradnja stolnice, morda je postopoma zamenjala svojo grško predhodnico ali pa je bila zgrajena ob njej. Datum polaganja temeljnega kamna je 1209, latinski nadškof v Nikoziji, ki je za to odgovoren, pa je v različnih virih imenovan Thierry ali Albert. Obstajajo trditve, da dokazi kažejo na zgodnejši datum začetka, celo vitezi templjarji so si morda v času vladanja med letoma 1191 in 92 vložili nekaj truda za gradnjo nove stolnice. V zgodnjih letih vladanja nadškofa Eustorgea de Montaiguja (vladal med 1217 in 1250) naj bi se gradnja pospešila. Do leta 1228 je bila cerkev »v glavnem dokončana« pod vodstvom Eustorgea. Čeprav je v nekaterih virih zapisano, da je prihod Ludvika IX. Francoskega na Ciper leta 1248 za sedmi križarski pohod spodbudila gradnjo, ni nobenih dokazov v podporo tej trditvi. Do konca 13. stoletja so bile dokončane stranske in večji del glavne ladje.
V 13. in 14. stoletju so stolnico dvakrat poškodovali potresi, v letih 1267 in 1303. Potres leta 1267 je povzročil znatno zamudo pri gradnji ladje. Nadškof Giovanni del Conte je nadzoroval dokončanje ladje in narteksa do leta 1319  ter nadzidavo glavne ladje, opornikov apside, fasade in kapele / krstilnice med letoma 1319 in 1326. Pobudnik je tudi za okrasitev stolnice s freskami, skulpturami, marmornatimi zasloni in stenskimi poslikavami. Leta 1326 je bila stolnica končno posvečena in uradno slovesno odprta z velikim praznovanjem.
V času vladavine Lusignanov je stolnica služila kot kronska cerkev ciprskih kraljev. Po osvojitvi Famaguste s strani Genovežanov je postala tudi kronska cerkev jeruzalemskih kraljev Lusignanov in nazadnje armenskih kraljev Lusignanov.  V njem so bila leta 1310 tudi sojenja vitezom templarjem.
Čeprav je bila stolnica slovesno odprta, je bila stavba še vedno nedokončana in leta 1347 je papež Klemen IV. izdal papeško bulo za dokončanje in obnovo stolnice, saj jo je potres spet prizadel. Bula je za tiste, ki so sodelovali pri dokončanju stolnice, priznala 100-dnevno obdobje popuščanja , vendar ta prizadevanja niso dosegla svojega cilja. V tem času so bili zgrajeni obok in severozahodni stolp, tri vrata zahodnega zidu pa so bila okrašena s strukturami. Na reliefih so bili v treh lokih upodobljeni kralji, preroki, apostoli in škofi.
Leta 1359 je papeški legat na Cipru Peter Thomas v stolnici zbral vse ciprske grške pravoslavne škofe, jih zaprl in začel pridigati, da bi jih spreobrnil. Zvok krikov, ki je prihajal iz stolnice, je zbral veliko množico pred stolnico, ki je kmalu sprožil nemire, da bi osvobodili duhovnike in požgali vrata stolnice. Kralj je odredil, naj pridigar, ki je bil  kasneje opomnjen, reši množice in izpusti škofe.
Leta 1373 je stolnica utrpela škodo med genovskimi napadi na Ciper.

### Beneško obdobje
Leta 1491 je stolnico spet močno poškodoval potres. Gostujoči romar je opisal, da je velik del kora padel, kapela zakramentov za korom in grobnica, ki naj bi pripadala Hughu III. je bila uničena. Zlati zaklad so odnesli Benečani. Beneški senat je odredil popravilo škode in ustanovil posebno komisijo, ki je nadškofa obdavčila za letni prispevek 250 dukatov. Popravilo je bilo zelo obsežno in temeljito; leta 1507 je Pierre Mésenge zapisal, da je bila stavba kljub dejstvu, da je bila pred 20 ali 22 leti »popolnoma porušena«, videti zelo lepa.
Ko so Benečani zgradili svoje obzidje Nikozije, je stolnica sv. Sofije postala središče mesta. To je odražalo položaj srednjeveških evropskih stolnic, okoli katerih je bilo oblikovano mesto.

### Osmansko obdobje
Med petdnevnim osmanskim obleganjem mesta leta 1570 je v stolnico pribežalo veliko ljudi. Ko je mesto padlo 9. septembra, je Francesco Contarini, škof v Pafosu, v stavbi izrekel zadnjo krščansko pridigo, v kateri je prosil za božjo pomoč in ljudi spodbujal. Stolnico so napadli osmanski vojaki, ki so porušili vrata in skupaj z drugimi ubili škofa. V stolnici so razbili ali uničili krščanske predmete, kot so pohištvo in okraski, uničili so kor in ladjo. Nato so oprali notranjost cerkve, da je bila pripravljena na prvo petkovo molitev, ki jo je gostila 15. septembra, in se je je udeležil poveljnik Lala Mustafa paša in uradno preuredil stolnico v mošejo. Istega leta sta bila dodana dva minareta ter islamske značilnosti, kot sta mihrab in minbar.
Prvi imam mošeje je bil Moravizade Ahmet Efendi, ki je izviral iz province Morea v Osmanskem cesarstvu. Vsi imami so ohranili tradicijo vzpenjanja po stopnicah do minbarja pred petkovimi pridigami, medtem ko so se naslonili na meč, s katerim so med osvajanjem Nikozije označevali, da je bila Nikozija zajeta z osvajanjem.
Po preoblikovanju je mošeja postala last Fundacije sultana Selima, ki je bila odgovorna za njeno vzdrževanje. Drugi donatorji so ustanovili številne fundacije za pomoč pri vzdrževanju. Okçuzade Mehmed paša, guverner Cipra v 16. stoletju, je podaril trgovino, da bi zagotovil dohodek Fundaciji sultana Selima; druge donacije vključujejo posestva na podeželju in druge trgovine. Fundacija je skrbela za skrbnike (mütevelli) in konec 16. stoletja v Medino nakazila 40.000 akçe letno. V osmanskem obdobju je bila največja mošeja na celotnem otoku, osmanski guverner, upravitelji in elita pa so jo tedensko uporabljali za petkove molitve. Konec 18. stoletja je vsak petek v mošejo prihajala velika povorka, ki so jo sestavljali vodilni uradniki spredaj na konjih, sledili pa so jim nižji uradniki peš.
Petkove molitve so pritegnile tudi veliko število muslimanov iz Nikozije in okoliških vasi. Zaradi gneče, ki je obiskovala mošejo, se je ob njej razvil trg in območje postalo trgovsko središče. Območje okoli mošeje je postalo tudi izobraževalno središče, v bližini so bile zgrajene medrese, kot sta Velika in Mala medresa.
Leta 1874 so bila zaradi govoric, da bo sultan Abdulaziz obiskal Nikozijo, na vzhodnem koncu stavbe zgrajena nova vrata, imenovana Azizova vrata po sultanu. Vrata so bila razširitev že obstoječega okna Lusignanov na lokaciji, pri gradnji pa so bili uporabljeni kosi marmorja in drugega materiala iz okolice. Na okraskih vrat je napis kaligrafa Es-Seyyida Ahmeta Şukrija Efendija, učitelja kaligrafije v lokalni gimnaziji. Napis je sestavljen iz hvalnice sultana in omenja, da je vrata po Abdulazizovem ukazu zgradil Nazif paša. Obkrožena so z dvema okrašenima figurama, ki upodabljata ciprese. Vrata so bila nato uporabljena kot vhod za ženske, kasneje pa so bila v neuporabi in ostala trajno zaklenjena.

### Britanska vladavina in 20. stoletje
Leta 1949 so se imami prenehali vzpenjati na minaret, da bi prebrali adhan in namesto tega začeli uporabljati zvočnike. 13. avgusta 1954 je ciprski mufti uradno preimenoval mošejo v Selimovo mošejo, v čast osmanskega sultana Selima II., ki je vodil cesarstvo med osvajanjem Cipra.

## Arhitektura
Kor ima okoli ambulatorij, vendar nima nobenih kapel v apsidi. To sledi tlorisu Stolnica Notre-Dame v Parizu, ki je vplivala na številne druge stolnice. Transepta sta sestavljena iz kapel, ki imajo enako višino kot stranske ladje in so pritrjene na druge obočne pole zahodno od ambulatorija. To sledi načrtu stolnice v Poitiersu, ki je škofovska cerkev francoskega mesta Lusignan, domačega kraja rodbine Lusignan. Severni in južni vhod sta bila sprva v četrti obočni poli ladje, čeprav so na vzhodnem koncu stolnice zgrajena osmanska Azizova vrata. Začetna ureditev naj bi bila narejena po vzoru stolnice v Sensu.

## Galerija
- Selimova mošeja z vzhoda